# Ämtenäsegöl
Ämtenäsegöl är en sjö i Åtvidabergs kommun i Östergötland och ingår i Storåns huvudavrinningsområde.